# 叙意
叙意（じょい）とは、認識のはたらきを順序立てて述べること。(位階があることにも注意が必要)
弘法大師著作の声字実相義にみられる。「初に叙意とは、それ如来の説法は必ず文字による。文字の所在は六塵その体なり。〜」